# Ixodes kingi
Ixodes kingi är en fästingart som beskrevs av Bishopp 1911. Ixodes kingi ingår i släktet Ixodes och familjen hårda fästingar. Inga underarter finns listade i Catalogue of Life.